# 中島半次郎

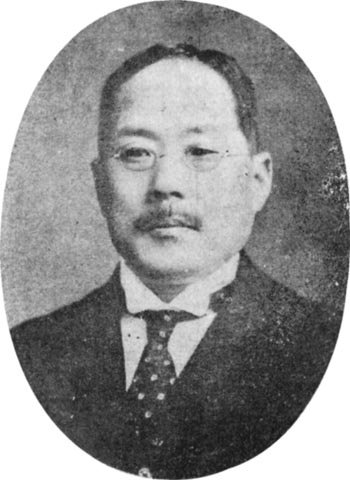
中島半次郎

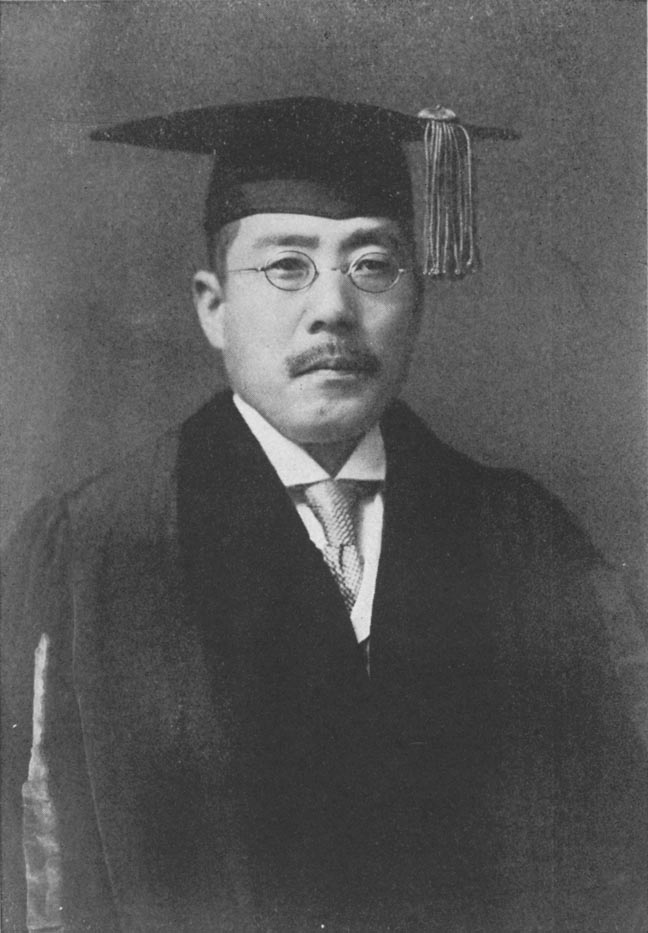
中島半次郎

中島 半次郎（なかじま はんじろう、1872年2月1日（明治4年12月23日）- 1926年（大正15年）12月21日）は、日本の教育者。

## 経歴
熊本県出身。東京専門学校（現在の早稲田大学）文学科を卒業し、東京高等師範学校（後の東京教育大学、筑波大学の前身）研究科を修了した。『教育学術界』『教育時論』などの記者となったが、1900年（明治33年）に東京専門学校教授となり、東京高等商業学校（後の東京商科大学）講師も兼ねた。
明治末にヨーロッパに留学し教育学を学んだ。帰国後、早稲田大学高等師範部長、早稲田大学高等学院長を歴任した。
教育学説として人格的教育論を唱えた。

## 著作
- 『普通教育学要義』（開発社、1900年）
- 『戦後の教育』（目黒書店、1905年）
- 『東洋教育史』（早稲田大学出版部、1910年）
- 『独逸教育見聞記』（目黒書店、1914年）
- 『人格的教育学の思潮』（同文館、1914年）
- 『人格的教育学と我国の教育』（同文館、1915年）
- 『独仏英米国民教育の比較研究』（教育新潮研究会、1916年）
- 『教育学』（早稲田大学出版部、1917年）
- 『教育の改造』 （早稲田大学出版部、1919年）
- 『教育思潮大観』 （東京堂書店、1921年）
- 『教育の本質』（教育研究会、1927年）